# 하퍼스 매거진

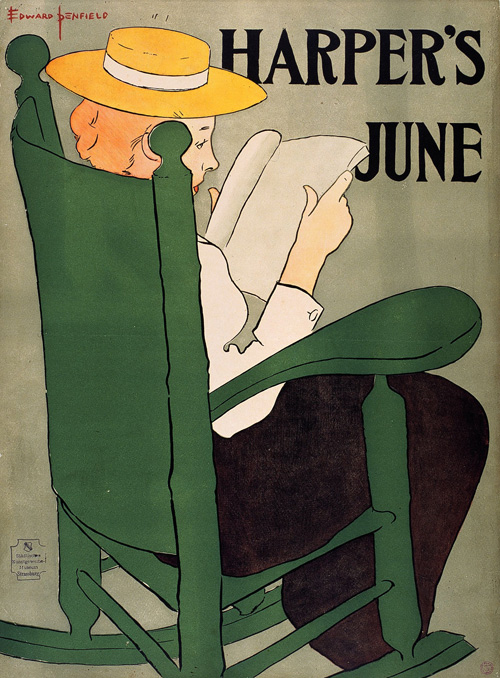

하퍼스 매거진(영어: Harper's Magazine)은 미국의 월간 잡지이다. 2016년 3월, 내셔널 매거진 어워드를 총 20번 수상하게 되었다.